# Nous irons vivre ailleurs
Pour plus de détails, voir Fiche technique et Distribution.
Nous irons vivre ailleurs est un film français réalisé par Nicolas Karolszyk et sorti en 2013.

## Synopsis
Un boxeur de Kinshasa rêve d'un avenir meilleur en Europe, et entreprend un voyage long et dangereux. En France sa demande d'asile politique est refusée.

## Fiche technique
- Réalisation : Nicolas Karolszyk
- Scénario : Nicolas Karolszyk
- Production : La Vingt-Cinquième Heure
- Musique : Christian Berg, José Soares
- Photographie : Nicolas Karolszyk
- Montage : Nicolas Karolszyk
- Durée : 67 minutes
- Date de sortie : 11 décembre 2013 (France)

## Distribution
- Christian Mupondo : Zola Mgomezulu
- Léticia Belliccini : Julie
- Abdou Ndende : Ibrahim Coulibaly
- Kapita Ambe : Bidiou Galadia
- Emmanuel Mote : Samy M'Bour
- Michele Contal : La juge
- Jean-Charles Maricot : Le procureur général

## Critiques
Pour Télérama, « Avec peu de moyens, Nicolas Karolszyk réussit un film fort. Il décrit les étapes du calvaire de son héros — traversée, centre de rétention, brutalités policières — avec une précision quasi documentaire qui émeut ». Pour Africulture, « Nicolas Karolszyk multiplie les ellipses et les respirations poétiques sur une musique pénétrante. ».

## Distinctions
- Nommé aux Prix Lumières du meilleur premier film